# Gázai Szent Ézsaiás
Gázai Szent Ézsaiás vagy Remete Szent Ézsaiás, más névváltozattal Izaiás (? – 491. december 31.) palesztinai szerzetes, apát.

## Élete
Ézsaiás valószínűleg a palesztinai Gázában – de lehet, hogy az egyiptomi Szkétiszben – volt egy szerzetesi közösség apátja. Számos tanítvány vette körül, köztük egy Péter nevű, aki írásba foglalta Ézsaiás tanítását, az Aszkétikónt. Az Aszkétikón szövegei arra utalnak, hogy Ézsaiás szoros kapcsolatban lehetett az Apohthegmata Patrum szereplőivel, a sivatagi atyákkal.
Ézsaiás hatása legjobban Nagy Szent Barszanophiosz és Gázai Szent Dorotheosz lelkiségében mutatkozik meg.

## Művei
Az Aszkétikón rövid mondásokat, elbeszéléseket, anekdotákat, buzdításokat és leveleket tartalmaz. Kopt, szír, arab, örmény, grúz és etióp nyelven maradt fenn. Az Aszkétikón lényegében az egyiptomi anakhoréták lelki tanítását tartalmazza, csak kifejezettebben és egységesebb összefüggésben, mint az Apophthegmata Patrum. Ézsaiás művében tisztán jelenik meg a szerzetesi eszmény: az embernek vissza kell térnie eredeti állapotába, ami Krisztus követése során valósul meg. Jézus Krisztus igazi tanítványa lemond a világról, megtisztítja szenvedélyeit és akaratát, hogy Mesterével együtt "felszállhasson a keresztre", s így ismét elárassza a keresztségi kegyelem.